# José Tomás Machado
José Tomás Machado (Angostura, Venezuela, 21 de diciembre de 1788 - Ibídem, 29 de enero de 1862) fue un militar venezolano. Oficial de la Marina de Guerra de Venezuela durante la Guerra de Independencia. En tres ocasiones fue gobernador de Guayana, en 1845, 1849 y 1853.

## Vida
Fue hijo de José Díaz Machado, portugués maestre de navío, y de Petronila Afanador y Salas. Realizó sus primeros estudios en su ciudad natal y posteriormente, terminó estudiando ciencias matemáticas y náuticas en España y en Portugal. De regreso en Venezuela, se entusiasmó con la causa revolucionaria y se unió a ella poniéndose al mando de la Junta de Gobierno. Cuando la junta se disolvió y los españoles volvieron al poder, Machado decidió irse hacia los llanos de Barcelona donde se puso bajo las órdenes del coronel Francisco González Moreno. Otra nueva derrota en la Batalla de Sorondo en 1812, obliga a Machado a viajar nuevamente, en esta oportunidad se dirige a Valencia donde se une al general Francisco de Miranda en su batalla contra Domingo de Monteverde.
Miranda pone a Machado bajo las órdenes del teniente Miguel Valenzuela que operaba una fragata en la laguna de Valencia. Participó también en la batalla de La Victoria el 20 de junio de 1812, en el de Pantanero el 29 de junio, y el de Guaica el 12 de julio. Cuando Miranda capitula ante Monteverde, el 25 de julio del mismo año, Machado es apresado por los realistas y recluido en Puerto Cabello. Después de ser analizado su caso por la Real Audiencia, logra salir en libertad en febrero de 1813.
En 1817, Machado vuelve a las files del ejército republicano en Guayana, el 12 de marzo llega a Angostura y se incorpora a las sesiones del congreso. Es una de las personas que firma la Constitución de Venezuela el 15 de agosto y de la Ley Fundamental de la República de Colombia el 19 de diciembre del mismo año.
Del 10 al 19 de julio de 1821, el congreso vuelve a sesionar esta vez de forma extraordinaria, allí la diputación permanente en la cual no participaba Machado, le concedió a este, entre otras cosas, mil fanegadas de tierra en el Bajo Orinoco y caño de Tipurna, y el nombramiento como capitán de puerto en Angostura. El 17 de enero de 1829 se casó, en segundas nupcias, con Concepción Contrasti. En 1842 obtuvo el título de primer teniente y en 1854 ascendió a capitán de fragata. Dos años después obtuvo la licencia por su servicio a su vez del nombramiento como comandante del apostadero de Angostura.
Desde el 16 de diciembre de 1942, sus restos reposan en el Panteón Nacional.